# Justice de femme
Justice de femmes est un téléfilm français en 2 parties de 90 minutes chacune, réalisé par Claude-Michel Rome diffusée en 2002 sur France 2.

## Synopsis
Éric Chevallier suit des études sérieuses à Paris. C'est du moins ce que pense sa mère, Véronique. Lorsque la police lui apprend que celui-ci a été abattu en pleine rue, elle pense qu'il ne peut s'agir que d'un dramatique concours de circonstances. Les enquêteurs chargés de l'affaire mènent promptement leurs investigations. Un peu trop au goût de Véronique, qui les soupçonne de vouloir classer cette affaire sans suite. Sans l'aide des forces de l'ordre, Véronique mène alors sa propre enquête. Karine, la petite amie d'Éric, a été témoin du meurtre... 

## Fiche technique
- Réalisation : Claude-Michel Rome
- Production : Jean-Luc Azoulay
- Scénario : Thierry Aguila, Catherine Moinot

## Distribution
- Clémentine Célarié : Véronique Chevallier
- Fanny Valette : Rachel Chevallier
- Christian Brendel : François
- Frédéric Deban : Luis Mendoza
- Christophe Rouzaud : Weber
- Serge Dupuy : Josselin Koenig
- Cécile Cassel : Karine
- Valérie Maës : Audrey Blain
- Marina Tomé : Emma Del Peira
- Luc Lavandier : Bruno Vanhoven
- Julien Guéris : Eric Chevallier
- Marie Rousseau : le juge Fougeras
- Rudi Rosenberg : Guillaume
- Aurore Aleman : Isabelle
- Julien Féret
- Alain Floret
- Sofia Grilo
- Armelle Lecoeur
- Tony Lima
- Christian Mulot : Inspecteur Favre

## Épisodes
- 25/05/2002 20:50 - La déchirure
- 25/05/2002 22:50 - La traque